# Hugo de Circea
Hugo de Circea (Normandía – Catania 1075), llamado también Hugo de Jersey  fue el primer conde de Paternò.
Hugo era descendiente de una familia noble de Maine. Llega a Sicilia para contraer matrimonio con Flandina de Altavilla, hija del conde Roger I de Sicilia y su primera esposa Judith de Évreux. Como dote Hugo recibe el condado de Paternò.
En 1075 durante la breve conquista de Catania por parte de los musulmanes comandados por Benarvet, el emir de Siracusa, Hugo junto a su cuñado Jordán de Altavilla organizan el sitio a dicha ciudad con el objetivo de reconquistarla. 
Benarvet al tener conocimiento del ataque y recibir refuerzos del norte de África organiza un ataque sorpresa al campamento normando, quienes se encontraban en un bosque cercano al monte Etna. El ataque le costó a los normandos numerosas bajas incluyéndose en estas al conde de Paternò Hugo de Circea. A su muerte, su esposa Flandina hereda el condado.